# 哈帕斯
哈帕斯（Halphas），或譯「哈法斯」，所羅門王72柱魔神中排第38位的魔神，位階伯爵，統帥26個軍團。擅长建立高塔城防，并驱使他人进行战斗。形象為鴉首人身。